# Дженніфер Хоф
Дженніфер Карін-Луїза Хоф (народилася 15 травня 1991) — німецька фотомодель і переможниця третього сезону Germany's Next Topmodel.

## Біографія
Гоф живе в місті Родгау в Німеччині, де вона відвідувала реальне училище. Вона закінчила під час участі в шоу.
В останньому епізоді, її візитною карткою стали її ноги довжиною 113 см, вона випередила двох інших фіналісток, Яніну Шмідт і Крістіну Лейбольд, і була оголошена переможницею титулу Germany's Next Topmodel. Нагорода включала контракт із модельним агентством IMG Models у Парижі, появу на обкладинці німецького видання Cosmopolitan у серпні 2008 року, її власний бренд парфумів «Jenny K.L.». і контракт як обличчя наступної рекламної кампанії для компанії одягу C&A. Після перемоги її бачили на модних показах Talbot Runhof, Phillip Plein, Marcel Ostertag і Perret Schaad.
Раніше Хоф взяла відпустку від модельного бізнесу, щоб завершити навчання в Dreieichschule у Лангені.
У лютому 2014 року вона оголосила, що її модельна кар'єра завершилася і що вона отримала освіту податкового експерта. Індустрія моди була "просто поверховою", тому вона вирішила "жити нормальним життям зі своєю сім'єю". Зараз у неї троє дітей.
У 2017 році повідомлялося, що Хоф жила за рахунок соціальних виплат.